# Jacques Anglade
Jacques Anglade est un ingénieur en structure bois.

## Biographie

### Enfance et formation
Jacques Anglade étudie l'ingénierie hydraulique avant de devenir charpentier en 1978. Il se spécialise dans la construction en bois et est titulaire d'un certificat d’études approfondies, puis du postgrade Ibois passé à l’École polytechnique fédérale de Lausanne avec les spécialistes Julius Natterer, Roland Schweitzer et Jean-Luc Sandoz.

### Carrière
Jacques Anglade est un ingénieur en structure bois,.
Il estime fort la charpente traditionnelle japonaise et il dessine tout type de structures, dont des passerelles en bois.
En 2011, il contribue à la conception du théâtre éphémère, en bois, pour la Comédie française , dans Galerie d'Orléans du Palais-Royal. 

### Engagement
Jacques Anglade, dans la lignée de ses mentors dénonce l'usage des bois industriels et préfère les bois massifs, dit low tech. Il privilégie le bois peu transformé et local,. Il intègre le projet de la Fédération nationale des communes forestière en construisant en bâtiment pour le Conseil général d'Isère, en filière courte certifié bois des Alpes.
Depuis 2020, il rédige une sorte de "mode d'emploi du monde", sous le nom de Traces.